# 唯我
唯我（ゆいが）は、日本の女子プロレスラー、女子総合格闘家、女優、バレリーナ。

## 来歴
2000年12月10日、栃木・小川町体育館において、対タニー・マウス戦でデビュー。
2006年、プロレスと演劇を融合した興行「バトスカフェ」を主催し、ホストクラブ「スフィア」を切り盛りするオーナー役を演じている。グレートプロレスリングでは格闘技部門の門番として、男子選手を相手に総合格闘技ルールでの試合に出場。4戦3勝1無効試合と無類の強さを誇った。
2008年1月、大会において菅原伊織、たけむらこういちと極悪軍団を結成してヒールターン。
2007年5月、板橋グリーンホールにてIGF（インディー・ガールズ・ファイティング）を主催（5月3日に第2回を開催）。同年、プロレスリングガロガ騎士'sの解散によりフリーでの活動する。
2010年、復活したプロレスリング・ナイトメアに所属。ワールド女子プロレス・ディアナに堀田祐美子率いる「暴走軍」のメンバーとして参戦。10月、FIGHTING TV サムライ「インディーのお仕事」において、自らが喉頭癌を患っていたこと、ならびに完治したことを公表。
2015年4月11日、みちのくプロレスで結成されたユニット「ムーの太陽」に入信。
2018年10月、過去に所属していたプロレスリング･ナイトメアーのベルトであるレッスルブレインカップを復活させ、自らが第6代王者となる
2019年11月、剥奪となったレッスルブレインカップ第7代王者決定戦で勝利し再び王者となる（パートナーはヤマトノオロチこと大和ヒロシとサイドワインダー定こと定アキラ）。
2021年5月29日、板橋グリーンホールにてデビュー20周年興行開催。メインイベントにて「唯我vs20人の猛者たち」と題して20人のレスラー（リングアナ、レフェリー含）と1分1本勝負で対戦。
現在はバトスカフェエンターテインメントの所属として各団体で活動する一方、バトスカフェ名義の自主興行ならびに様々な興行をプロデュースしている。男子選手と試合をすることが多く、また総合格闘技からデスマッチまで非常に幅広い活動を見せている。

## 得意技
- フィッシャーマンズバスター
- ジャーマンスープレックス
- ユイガクラッチ
- ドラゴンスープレックス
- フィッシャーマンズスープレックス
- 銀の翼
- ハイキック
- 涅槃

## タイトル歴
- レッスルブレインヘビー級王座
- レッスルブレインジュニアヘビー級王座
- アメリカスミドル級王座
- 板橋タッグ王座
- 春日部インディーズアリーナ認定ミクスドタッグ王座
- 遊座大山商店街認定インターコンチネンタルタッグ王座
- クズプロ認定DIVA王座
- BKF無差別級王座
- 蟹ワールド王座
- レッスルブレインカップ王座

## 別キャラ
カッコ内は参戦したプロレス団体。
- 唯我2号（NEO女子プロレス）
- 唯我3号（NEO女子プロレス）
- スーパー唯我（NEO女子プロレス）
- ミス・アメリカ（NEO女子プロレス）
- YUIGA（グレートプロレスリング）
- ラ・ウインギー（覆面マニア）
- メイドin貞子（イーグルプロレス、バトスカフェ、埼玉プロレス、アジアンエキスプレス）
- にせおかすみこ（下町プロレス、バトスカフェ）
- 浅草ウタカルタ（下町プロレス）
- 鳥居ゆいが（バトスカフェ）
- ハードゆい（プロレスリングガロガ騎士's、イーグルプロレス）
- ブスねえちゃん（埼玉プロレス）
- 加護ユイメンバー（埼玉プロレス）
- 美少女レスラー唯香（埼玉プロレス）
- 越谷のやばいねえちゃん（埼玉プロレス、インディーガールズファイティング、ユニオンプロレス）
- 永山中（埼玉プロレス）
- 崖の下のボニョン（埼玉プロレス）
- 迷惑ねえちゃんさん（埼玉プロレス）
- 明子姉ちゃん（ユニオンプロレス）
- 三蔵法師（新北京プロレス）
- エリザベス女王（新北京プロレス）
- 偽真琴姫（新北京プロレス）
- M・モンロー（暗黒プロレス組織666）
- 妖怪人間ベラ（暗黒プロレス組織666）
- 愛と美と格闘の女神Y様（プロレスリングZERO1-MAX）
- ブス・モンゴル（世界プロレス協会）
- 唯我様（COMBO）

## 戦績
| 総合格闘技 戦績 | 総合格闘技 戦績 | 総合格闘技 戦績 | 総合格闘技 戦績 | 総合格闘技 戦績 | 総合格闘技 戦績 | 総合格闘技 戦績 |
| --------------- | --------------- | --------------- | --------------- | --------------- | --------------- | --------------- |
| 9 試合          | (T)KO           | 一本            | 判定            | その他          | 引き分け        | 無効試合        |
| 3 勝            | 1               | 2               | 0               | 0               | 0               | 0               |
| 6 敗            | 4               | 0               | 2               | 0               | 0               | 0               |

| 勝敗 | 対戦相手               | 試合結果                          | 大会名 | 開催年月日     |
| ×    | ユリア・ストリアレンコ | 1R 0.36 TKO（ドクターストップ）   | ラウェイinジャパン14 ～神秘天命～                                                                          | 2019年10月2日  |
| ×    | HARI                   | 1R終了時 TKO（タオル投入）        | 格闘王国 LIVE 2007【スマックガールSGS公式ルール】                                                          | 2007年11月25日 |
| ×    | HIROKO                 | 5分2R終了 判定0-3                 | SMACKGIRL 2007 〜女王は新宿の夜を赤く染るか？〜 【スーパーギャルズミックス杯 無差別級トーナメント 準決勝】 | 2007年3月11日  |
| ○    | 美花                   | 2R 4:02 KO（3ダウン：パンチ連打） | SMACKGIRL 2006 〜極女伝説〜 【スーパーギャルズミックス杯 無差別級トーナメント 1回戦】                      | 2006年11月29日 |
| ×    | たま☆ちゃん            | 5分2R終了 判定0-3                 | SMACKGIRL-F 〜ReFresh 2005〜                                                                               | 2005年1月8日   |
| ×    | 石原美和子             | 2R 3:06 TKO（パンチ連打）         | SMACKGIRL 2004 〜近藤有希引退記念興行〜 【WORLD ReMix 日本代表選抜試合】                                   | 2004年11月4日  |
| ×    | 高橋洋子               | 1R 4:33 TKO（パンチ連打）         | SMACKGIRL 2004 〜聖地凱旋〜                                                                                | 2004年8月5日   |
| ○    | たま☆ちゃん            | 1R 4:27 袈裟固め                  | SMACKGIRL Third Season-III                                                                                 | 2003年5月7日   |
| ○    | 金井広美               | 1R 1:13 腕ひしぎ膝固め            | SMACKGIRL Third Season-II                                                                                  | 2003年4月2日   |

## プロレス以外の活動
- 2004年、日本マクドナルド「ベーコンレタスバーガー」のCMに出演。
- 2007年秋、演劇集団純情維震軍の舞台で女優デビューを果たした。
- 2009年4月、舞台「きら星の磁力」出演。
- 演劇集団純情維震軍の無期限活動休止により、2009年11月に演劇ユニット「Treasure☆Planet」を旗揚げ。
- 2010年4月、バラエティ番組「魔女たちの22時」の再現ドラマに出演。
- 2014年5月、落語家の三笑亭可龍に素人弟子という形で弟子入り、6月の自主興行にて可龍、三遊亭春馬とともに落語を披露（演目は春馬「猫の皿」、唯我「つる」、可龍「こうもり」）。
- 2019年、クイズ番組「超逆境クイズバトル！！99人の壁」にジャンル「落語」で出演中、非公開であった本名が公開される。
- 2022年、クイズ番組「パネルクイズアタック25」Nextに一般予選を突破して本名で出演、赤の席でパネル獲得枚数は1枚だったが定アキラとコンクリートの床でプロレスを行った。